# Goldsieber Spiele
Der deutsche Spieleverlag Goldsieber Spiele wurde 1995 als Spielelinie innerhalb des Konzerns Simba Toys von den Firmeninhabern, den Brüdern Sieber, gegründet. Seit 2002 ist Goldsieber eine Untergruppe des von Simba neu erworbenen Noris-Verlages. Dort werden unter dem Namen Goldsieber Autorenspiele publiziert, während die Marke Noris eher den Markt für Familienspiele bedient.

## Spiele und Resonanz
Bereits die ersten Spiele, die von der Firma TM-Spiele redaktionell entwickelt wurden, waren sehr erfolgreich:
- Linie 1 schaffte es auf die Auswahlliste zum Spiel des Jahres und belegte außerdem beim Deutschen Spielepreis Platz zwei – was hinter den Siedlern von Catan ein Achtungserfolg war.
- Galopp Royal schaffte es ebenfalls auf die Auswahlliste zum Spiel des Jahres, beim Deutschen Spielepreis reichte es zum sechsten Platz.
- Sternenhimmel war außerdem Dritter bei der Wahl zum Deutschen Spielepreis.

Im Jahr 1997 erhielt Goldsieber den Kritikerpreis Spiel des Jahres für das Spiel Mississippi Queen. Im selben Jahr wurde Löwenherz mit dem Deutschen Spielepreis ausgezeichnet.

## Spieleauswahl
| - Galopp Royal Spiel des Jahres Auswahlliste 1995 Deutscher Spielepreis 6. Platz 1995 - Linie 1 Spiel des Jahres Auswahlliste 1995 Deutscher Spielepreis 2. Platz 1995 - Sternenhimmel Deutscher Spielepreis 3. Platz 1995 - Entdecker Deutscher Spielepreis 2. Platz 1996 - Carabande Deutscher Spielepreis 3. Platz 1996 Spiel des Jahres Sonderpreis Geschicklichkeitsspiel 1996 - Ab die Post Deutscher Spielepreis 9. Platz 1996 - Hallo Dachs Deutscher Kinderspielepreis 1996 - Löwenherz – Die Grenzen der Macht Deutscher Spielepreis 1997 Spiel des Jahres Auswahlliste 1997 - Mississippi Queen Spiel des Jahres 1997 Deutscher Spielepreis 4. Platz 1997 - Manitou Spiel des Jahres Auswahlliste 1997 Deutscher Spielepreis 10. Platz 1997 | - Die Ritter von der Haselnuß Deutscher Kinderspielepreis 1997 - Pfeffersäcke Deutscher Spielepreis 10. Platz 1999 - Kontor Spiel des Jahres Auswahlliste 1999 - Kardinal & König Spiel des Jahres Auswahlliste 2000 Deutscher Spielepreis 8. Platz 2000 - Das Amulett Nominiert für das Spiel des Jahres 2001 Deutscher Spielepreis 10. Platz 2001 - Kupferkessel Co. Spiel des Jahres Auswahlliste 2002 - Goldland Deutscher Spielepreis 7. Platz 2002 - Bärenstark Nominiert für das Kinderspiel des Jahres 2002 - New England Deutscher Spielepreis 8. Platz 2003 - Piranha Pedro Spiel des Jahres Empfehlungsliste 2005 - Die Säulen von Venedig Spiel des Jahres Empfehlungsliste 2007 |